# Gran Premio di superbike di Assen 1995
Il Gran Premio di Superbike di Assen 1995 è stata la decima prova su dodici del Campionato mondiale Superbike 1995, è stato disputato il 10 settembre sul TT Circuit Assen e ha visto la vittoria di Carl Fogarty in gara 1, lo stesso pilota si è ripetuto anche in gara 2.
La seconda manche è stata interrotta prima del suo regolare termine a causa del grave incidente occorso al pilota giapponese Yasutomo Nagai che morirà due giorni dopo senza aver mai ripreso conoscenza. La classifica sarà quella al quattordicesimo giro della gara e il pilota giapponese verrà classificato al quinto posto della sua ultima gara.
Con questi risultati il britannico Carl Fogarty ha ottenuto la certezza matematica del titolo iridato con due gare di anticipo sul termine della stagione; si tratta del suo secondo titolo consecutivo nella categoria.

## Risultati

### Gara 1

#### Arrivati al traguardo[3]
| Pos. | Nº | Pilota               | Motocicletta | Tempo     | Griglia | Punti |
| ---- | -- | -------------------- | ------------ | --------- | ------- | ----- |
| 1º   | 1  | Carl Fogarty         | Ducati       | 33:55.880 | 4º      | 25    |
| 2º   | 5  | Simon Crafar         | Honda        | +0:03.190 | 3º      | 20    |
| 3º   | 11 | Troy Corser          | Ducati       | +0:04.550 | 1º      | 16    |
| 4º   | 3  | Aaron Slight         | Honda        | +0:04.780 | 2º      | 13    |
| 5º   | 12 | Mauro Lucchiari      | Ducati       | +0:18.470 | 7º      | 11    |
| 6º   | 33 | John Reynolds        | Kawasaki     | +0:23.260 | 6º      | 10    |
| 7º   | 25 | Yasutomo Nagai       | Yamaha       | +0:23.860 | 16º     | 9     |
| 8º   | 13 | Paolo Casoli         | Yamaha       | +0:24.930 | 19º     | 8     |
| 9º   | 17 | Anthony Gobert       | Kawasaki     | +0:25.330 | 12º     | 7     |
| 10º  | 9  | Fabrizio Pirovano    | Ducati       | +0:28.100 | 10º     | 6     |
| 11º  | 35 | Steve Hislop         | Ducati       | +0:32.070 | 17º     | 5     |
| 12º  | 8  | Piergiorgio Bontempi | Kawasaki     | +0:32.810 | 21º     | 4     |
| 13º  | 4  | Andreas Meklau       | Ducati       | +0:36.230 | 9º      | 3     |
| 14º  | 20 | Jochen Schmid        | Kawasaki     | +0:36.390 | 13º     | 2     |
| 15º  | 16 | Brian Morrison       | Ducati       | +1:00.800 | 27º     | 1     |
| 16º  | 54 | Herbert Kaufmann     | Yamaha       | +1:14.680 | 30º     |       |
| 17º  | 66 | Jean-Yves Mounier    | Ducati       | +1:14.740 | 23º     |       |
| 18º  | 21 | Massimo Meregalli    | Yamaha       | +1:15.490 | 22º     |       |
| 19º  | 46 | Yves Briguet         | Honda        | +1:16.730 | 15º     |       |
| 20º  | 32 | Ferdinando Di Maso   | Ducati       | +1:45.010 | 29º     |       |
| 21º  | 44 | Leo Planken          | Yamaha       | +2:06.050 | 14º     |       |
| 22º  | 40 | Anders Rasmussen     | Yamaha       | +2:09.420 | 28º     |       |

#### Ritirati
| Nº | Pilota              | Motocicletta | Giri     | Griglia |
| -- | ------------------- | ------------ | -------- | ------- |
| 48 | Alex Buckingham     | Yamaha       | +6 giri  | 24º     |
| 52 | Aldeo Presciutti    | Ducati       | +7 giri  | 32º     |
| 27 | Pierfrancesco Chili | Ducati       | +9 giri  | 5º      |
| 29 | Nick Hopkins        | Ducati       | +10 giri | 31º     |
| 6  | Serafino Foti       | Ducati       | +11 giri | 20º     |
| 42 | Mile Pajic          | Kawasaki     | +11 giri | 25º     |
| 19 | Adrien Morillas     | Ducati       | +13 giri | 8º      |
| 45 | Colin Edwards       | Yamaha       | +15 giri | 11º     |

### Gara 2

#### Arrivati al traguardo[4]
| Pos. | Nº | Pilota               | Motocicletta | Tempo     | Griglia | Punti |
| ---- | -- | -------------------- | ------------ | --------- | ------- | ----- |
| 1º   | 1  | Carl Fogarty         | Ducati       | 29:38.340 | 4º      | 25    |
| 2º   | 3  | Aaron Slight         | Honda        | +0:07.410 | 2º      | 20    |
| 3º   | 33 | John Reynolds        | Kawasaki     | +0:07.640 | 6º      | 16    |
| 4º   | 12 | Mauro Lucchiari      | Ducati       | +0:14.050 | 7º      | 13    |
| 5º   | 25 | Yasutomo Nagai       | Yamaha       | +0:16.120 | 16º     | 11    |
| 6º   | 45 | Colin Edwards        | Yamaha       | +0:17.610 | 11º     | 10    |
| 7º   | 17 | Anthony Gobert       | Kawasaki     | +0:34.180 | 12º     | 9     |
| 8º   | 20 | Jochen Schmid        | Kawasaki     | +0:34.340 | 13º     | 8     |
| 9º   | 8  | Piergiorgio Bontempi | Kawasaki     | +0:34.600 | 21º     | 7     |
| 10º  | 13 | Paolo Casoli         | Yamaha       | +0:34.960 | 19º     | 6     |
| 11º  | 16 | Brian Morrison       | Ducati       | +0:51.200 | 27º     | 5     |
| 12º  | 66 | Jean-Yves Mounier    | Ducati       | +1:00.690 | 23º     | 4     |
| 13º  | 42 | Mile Pajic           | Kawasaki     | +1:13.400 | 25º     | 3     |
| 14º  | 28 | Gianmaria Liverani   | Ducati       | +1:21.170 | 18º     | 2     |
| 15º  | 54 | Herbert Kaufmann     | Yamaha       | +1:27.750 | 30º     | 1     |
| 16º  | 32 | Ferdinando Di Maso   | Ducati       | +1:28.010 | 29º     |       |
| 17º  | 40 | Anders Rasmussen     | Yamaha       | +1:44.150 | 28º     |       |
| 18º  | 52 | Aldeo Presciutti     | Ducati       | +1:48.210 | 32º     |       |
| 19º  | 44 | Leo Planken          | Yamaha       | +1:48.650 | 14º     |       |

#### Ritirati
| Nº | Pilota            | Motocicletta | Giri     | Griglia |
| -- | ----------------- | ------------ | -------- | ------- |
| 9  | Fabrizio Pirovano | Ducati       | +1 giro  | 10º     |
| 4  | Andreas Meklau    | Ducati       | +2 giri  | 9º      |
| 5  | Simon Crafar      | Honda        | +3 giri  | 3º      |
| 11 | Troy Corser       | Ducati       | +3 giri  | 1º      |
| 46 | Yves Briguet      | Honda        | +3 giri  | 15º     |
| 35 | Steve Hislop      | Ducati       | +4 giri  | 17º     |
| 21 | Massimo Meregalli | Yamaha       | +7 giri  | 22º     |
| 19 | Adrien Morillas   | Ducati       | +12 giri | 8º      |
| 48 | Alex Buckingham   | Yamaha       | +12 giri | 24º     |
| 6  | Serafino Foti     | Ducati       | +14 giri | 20º     |